# Лепрон-ле-Валле
Лепро́н-ле-Валле́ (фр. Lépron-les-Vallées) — коммуна во Франции, находится в регионе Шампань — Арденны. Департамент — Арденны. Входит в состав кантона Рюминьи. Округ коммуны — Шарлевиль-Мезьер.
Код INSEE коммуны — 08251.
Коммуна расположена приблизительно в 185 км к северо-востоку от Парижа, в 90 км севернее Шалон-ан-Шампани, в 19 км к западу от Шарлевиль-Мезьера.

## Население
Население коммуны на 2008 год составляло 86 человек.
| 1962 | 1968 | 1975 | 1982 | 1990 | 1999 | 2008 |
| ---- | ---- | ---- | ---- | ---- | ---- | ---- |
| 61   | 72   | 59   | 61   | 50   | 59   | 86   |

## Экономика
В 2007 году среди 53 человек в трудоспособном возрасте (15—64 лет) 39 были экономически активными, 14 — неактивными (показатель активности — 73,6 %, в 1999 году было 53,3 %). Из 39 активных работали 34 человека (24 мужчины и 10 женщин), безработных было 5 (2 мужчин и 3 женщины). Среди 14 неактивных 5 человек были учениками или студентами, 3 — пенсионерами, 6 были неактивными по другим причинам.

## Фотогалерея
- Въезд в Лепрон-ле-Валле
- Церковь Сен-Реми
- Церковь Сен-Реми
- Карта коммуны